# ريسا سيرا
ريسا سيرا هي لاعبة مصارعة محترفة وممثلة يابانية ولدت في 19 نوفمبر 1991.